# Jaroslav Volf (politik)
Jaroslav Volf (* 3. dubna 1952) je slovenský politik, bývalý poslanec Národní rady Slovenské republiky a dlouholetý předseda Sociálnědemokratické strany Slovenska (SDSS), znovuobnovené po sametové revoluci.

## Profesionální kariéra
- absolvent Chemickotechnologické fakulty SVŠT v Bratislavě
- od prosince 2006 místopředseda představenstva společnosti Slovak Telekom

## Stranická kariéra
- 1989 – spoluzakladatel SDSS
- 1990 – předseda Bratislavské krajské organizace SDSS, ústřední trajemník SDSS
- 1992–1993 – první místopředseda SDSS
- 1993–2001 – předseda SDSS
- duben 2002 – místopředseda SDSS
- květen 2003 – předseda SDSS

## Politická kariéra
- 1994–1998 – zvolen poslancem Národní rady Slovenské republiky za koalici Spoločná voľba
- 1998–2002 – zvolen poslancem Národní rady Slovenské republiky za Slovenskou demokratickou koalici, předseda výboru pro hospodářství, privatizaci a podnikání